# 菲西
菲西（法語：Fussy，法語發音：[fysi]）是法国谢尔省的一个市镇，位于该省中部，省会布尔日市区以北，属于布尔日区。

## 地理
菲西（47°8'41"N, 2°25'44"E）面积11.08 平方千米，位于法国中央-卢瓦尔河谷大区谢尔省，该省份为法国中部省份，北起卢瓦雷省，西接卢瓦-谢尔省和安德尔省，南至克勒兹省，东南接阿列省，东临涅夫勒省。
与菲西接壤的市镇（或旧市镇、城区）包括：布尔日、皮尼、穆隆河畔圣乔治、圣米歇尔德沃朗日、瓦斯莱。

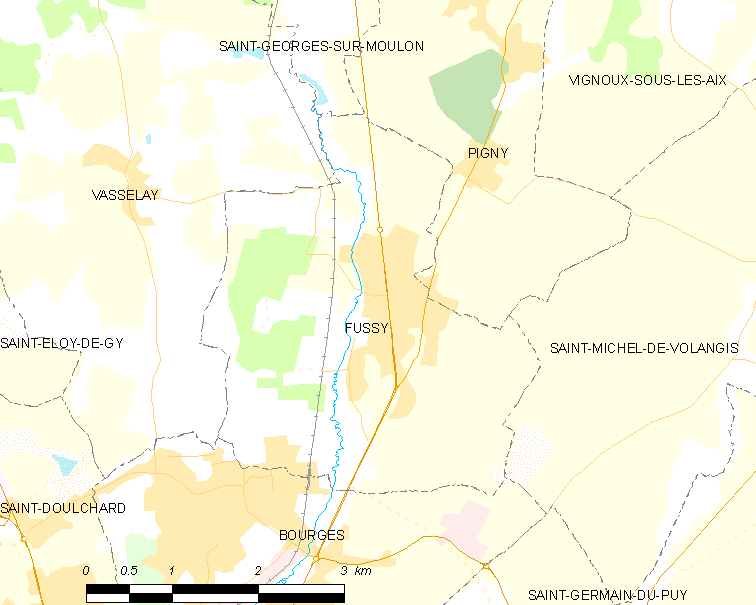
菲西的OSM定位图

菲西的时区为UTC+01:00、UTC+02:00（夏令时）。

## 行政
菲西的邮政编码为18110，INSEE市镇编码为18097。

## 政治
菲西所属的省级选区为圣马丹多克西尼县。

## 人口

1962-2008年间菲西人口变化图示

菲西于2022年1月1日时的人口数量为1914人。